# Alimainen Kaamasroavvi
Alimainen Kaamasroavvi är en kulle i Finland. Den ligger i Utsjoki kommun i landskapet Lappland, i den norra delen av landet, 1 000 km norr om huvudstaden Helsingfors. Toppen på Alimainen Kaamasroavvi är 300 meter över havet.
Terrängen runt Alimainen Kaamasroavvi är lite kuperad.  Trakten runt Alimainen Kaamasroavvi är nära nog obefolkad, med mindre än två invånare per kvadratkilometer. Det finns inga samhällen i närheten. Omgivningarna runt Alimainen Kaamasroavvi är i huvudsak ett öppet busklandskap.